# Primera División de Uruguay 1909
Liga Uruguaya 1909 var den nionde säsongen av Uruguays högstaliga i fotboll. Montevideo Wanderers vann sin andra titel som uruguayanska mästare. Ligan spelades som ett seriespel där samtliga elva lag mötte varandra vid två tillfällen. Totalt spelades 110 matcher med 343 gjorda mål.
Detta var Club Atlético Montevideos sista säsong innan laget löstes upp. Tidigare hade man spelat under namnen Deutscher Fussball Klub (1896–1904) och Sport Club Teutonia (1905–1906).

## Deltagande lag

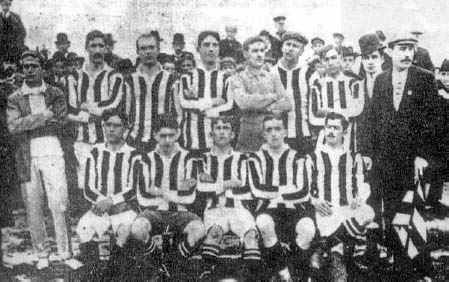
Wanderers laguppställning 1909

Elva lag deltog i mästerskapet, samtliga lag från Montevideo.

## Poängtabell
| Nr | Lag ( )              | S  | V  | O | F  | GM | IM | MS  | P  |
| -- | -------------------- | -- | -- | - | -- | -- | -- | --- | -- |
| 1  | Montevideo Wanderers | 20 | 17 | 1 | 2  | 46 | 10 | +36 | 35 |
| 2  | CURCC                | 20 | 15 | 4 | 1  | 34 | 16 | +18 | 34 |
| 3  | River Plate          | 20 | 15 | 2 | 3  | 44 | 18 | +26 | 32 |
| 4  | Nacional             | 20 | 14 | 1 | 5  | 42 | 18 | +24 | 29 |
| 5  | Dublin               | 20 | 10 | 3 | 7  | 40 | 33 | +7  | 23 |
| 6  | Central              | 20 | 7  | 2 | 11 | 24 | 31 | −7  | 16 |
| 7  | Bristol              | 20 | 5  | 5 | 10 | 28 | 40 | −12 | 15 |
| 8  | Colón                | 20 | 5  | 3 | 12 | 27 | 37 | −10 | 13 |
| 9  | Atlético Montevideo  | 20 | 3  | 5 | 12 | 22 | 39 | −17 | 11 |
| 10 | French               | 20 | 3  | 2 | 15 | 18 | 55 | −37 | 8  |
| 11 | Oriental             | 20 | 1  | 2 | 17 | 18 | 46 | −28 | 4  |